# Abomination (Marvel Comics)
Pour les articles homonymes, voir Abomination et Blonsky.
Emil Blonsky, alias l’Abomination (« The Abomination »), est un super-vilain évoluant dans l'univers Marvel de la maison d'édition Marvel Comics. Créé par le scénariste Stan Lee et le dessinateur Gil Kane, le personnage de fiction apparaît pour la première fois dans le comic book Tales to Astonish (vol. 1) #90 en avril 1967.
C'est un des ennemis récurrents du héros Hulk.

## Biographie du personnage

### Origines et parcours
Pendant la guerre froide, Emil Blonsky, alors espion communiste à la base Gamma au Nouveau-Mexique, s'approprie la machine à rayons gamma du docteur Bruce Banner et se bombarde le corps d'une dose encore plus forte que celle qui engendra Hulk. Il se transforme alors en monstre à la force colossale tout en conservant son intellect (à la différence de Hulk). Blonsky découvre plus tard qu'il est piégé sous cette forme.
Par la suite, il affronte Hulk à maintes reprises.
Quitté par sa femme Nadia et obsédé par Banner, Blonsky entreprend d'empoisonner Betty Banner (l'épouse de Bruce Banner) en la transfusant avec son propre sang dans le but de faire croire à Banner qu'il est la source d'irradiation. Mais Banner découvre le plan sadique de Blonsky et, sous sa forme de Hulk, prend le dessus sur lui après l'avoir combattu. Finalement épargné par son adversaire, Blonsky réalise qu'il est lui-même la cause de ses malheurs.
Des mois plus tard, le général Ross manipule Hulk pour qu'il attaque l'Abomination. Ce dernier est presque tué, puis capturé et torturé, contraint de regarder en boucle un film de sa vie familiale datant d'avant sa transformation en monstre.
Il est ensuite libéré par une organisation secrète visant à tuer Hulk, mais il échoue une fois de plus. Il affronte par la suite les X-Men et Miss Hulk pendant que Hulk est exilé sur la planète Sakaar.

### World War Hulk
Juste après l'arc narratif World War Hulk, le corps de l'Abomination est retrouvé en Russie, criblé de balles composées d'adamantium, assassiné par un certain « Red Hulk » (le Hulk rouge). Blonsky travaillait alors comme agent de sécurité dans un collège.
Une organisation encore sans nom acquiert du matériel biologique récolté sur un Bruce Banner mortellement blessé ; l'organisation utilise ce matériau pour ressusciter l'Abomination, sous leur contrôle, « libre d'un esprit ou d'une conscience » et doté d'une capacité à retrouver Hulk.

## Pouvoirs et capacités
Les aptitudes physiques de l'Abomination sont similaires à celles de Hulk (car sa transformation est aussi due à des rayons gamma). Il y a cependant quelques différences importantes : l'intelligence d'Emil Blonsky n'a pas été affectée par sa transformation (stable, sa transformation ne lui permet pas de revenir à sa forme humaine d'origine) ; par ailleurs, sa force est supérieure à celle de Hulk quand celui-ci est « calme ». Mais, contrairement à Hulk, sa force n'augmente pas même si l'Abomination se met en colère (ce qui peut permettre à Hulk, s'il a été suffisamment « mis en rogne », de l'emporter sur l’Abomination au corps à corps).
En complément de ses pouvoirs, Emil Blonsky parle couramment le serbo-croate et le russe (du fait de ses origines), ainsi que l’anglais.
- L'Abomination est capable de soulever (ou d’exercer une pression équivalente à) 200 tonnes, soit le double de Hulk quand ce dernier est « calme ».
- Grâce à la puissance de ses jambes aux muscles surhumains, il peut faire des bonds dans les airs couvrant jusqu’à trois kilomètres de distance[1]. Il se déplace d'ailleurs souvent en faisant des bonds.
- Sa peau écailleuse, très épaisse, le protège des chocs violents (comme l'impact d'obus de canon) ou des températures extrêmes (de −155 °C jusqu'à 2 000 °C)[1] ; il est notamment apte à résister aux coups répétés de Hulk. En outre, il est immunisé à toutes les maladies terrestres[1].
- Grâce aux rayons gamma, il dispose d'un pouvoir de régénération. Il peut ainsi guérir de toute blessure non mortelle et même faire repousser ses yeux s'ils ont été blessés, bien que cette capacité de guérison soit beaucoup plus lente que celle de Hulk en comparaison[1].
- Il peut aussi retenir sa respiration pendant de longues périodes[1] et entrer dans un état comateux en cas de manque d'oxygène, ou d’exposition prolongée au froid. Cela lui permet de survivre dans l'espace (bien que paralysé), peut-être même indéfiniment[1].
- Pendant un temps, il pouvait lire dans les esprits d'autres personnes.

## Versions alternatives

### Old Man Logan
Dans l'univers parallèle de l'arc narratif Old Man Logan, presque tous les super-héros ont été tués par une coalition de super-vilains menés par Crâne rouge. Après leur victoire, les commandants se partageront les États-Unis et Emil Blonsky aura le contrôle de la Californie. Il sera cependant détrôné (probablement assassiné) par son vieil ennemi Hulk, qui prendra sa place.

### Ultimate Marvel
Dans l'univers Ultimate, l'Abomination n'est pas Emil Blonsky mais Chang Lam, un scientifique chinois membre des Libérateurs, censé éliminer Hulk. Malgré sa puissance, il meurt en affrontant son adversaire. Blonsky apparaît également dans cet univers, mais sous sa forme humaine et en tant qu'agent du SHIELD.

### Deadpool kills the Marvel Universe again
Dans cet univers alternatif, l'Abomination est membre d'une coalition de super-vilains avec Crâne rouge, Magnéto et le Docteur Fatalis. Ils manipulent Deadpool pour qu'il tue tous les super-héros mais ce dernier finit par se retourner contre eux. Comme ses complices, Blonsky est alors contraint de se cacher pour échapper à la soif de vengeance du mercenaire.

## Apparitions dans d'autres médias
Sauf indication contraire, les informations mentionnées dans cette section peuvent être confirmées par la base de données cinématographiques IMDb,  présente dans la section « Liens externes ».

### Film d'animation
- 2013 : Iron Man and Hulk : Heroes United

### Univers cinématographique Marvel

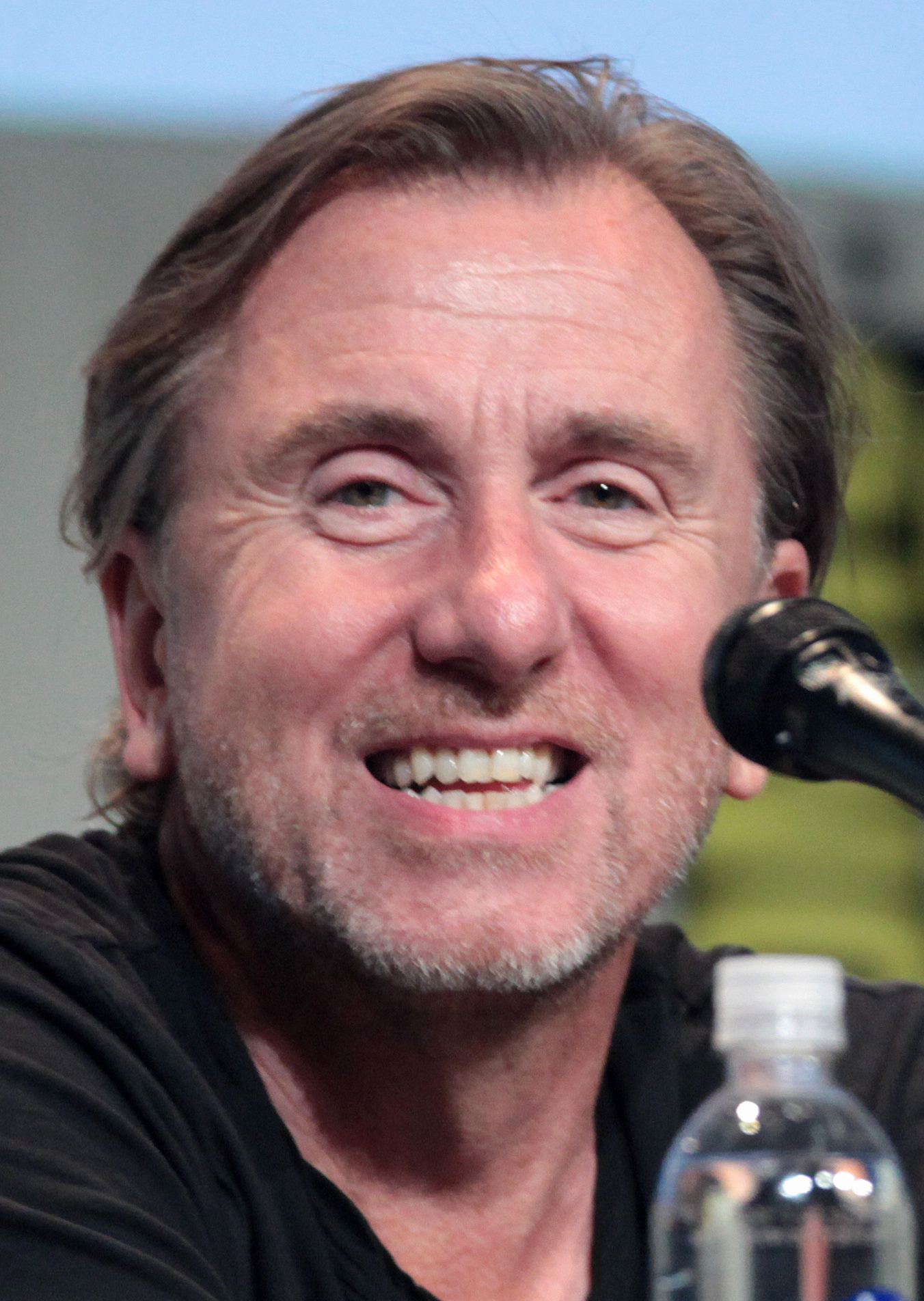
L'acteur Tim Roth incarne Emil Blonsky/l'Abomination dans le film L'Incroyable Hulk (2008).

Le personnage est interprété au cinéma par l'acteur Tim Roth au sein de l'univers cinématographique Marvel :
- 2008 : L'Incroyable Hulk réalisé par Louis Leterrier

Dans ce film, Emil Blonsky est un mercenaire chargé de capturer Bruce Banner sur ordre du général Thunderbolt Ross. Sa première tentative au Brésil fut un échec et Blonsky pense que le seul moyen de capturer Hulk est de lui trouver un adversaire de taille. C'est pourquoi le général Ross va lui donner un sérum de super-soldat. Trouvant le résultat insuffisant, Blonsky va s'exposer à une dose massive et devenir l'Abomination. Son sort est évoqué dans le court-métrage Le Consultant et dans la série télévisée Les Agents du S.H.I.E.L.D, où il serait détenu dans une cryo-cellule en Alaska.
- 2021 : Shang-Chi et la Légende des Dix Anneaux réalisé par Destin Daniel Cretton

On retrouve l'Abomination (avec une apparence physique légèrement modifiée) dans un club clandestin en train de se battre contre Wong.
- 2022 : She-Hulk (série télévisée)

### Télévision
- 2010 : Avengers : L'Équipe des super-héros (série d'animation)
- 2013 : Hulk et les agents du S.M.A.S.H. (série d'animation) — l'Abomination aurait été emprisonnée dans une cellule de cryostase au fond de l'océan par le général Ross avant que ce dernier ne devienne Red Hulk. Il a finalement réussi à en sortir et a juré de se venger, à la fois de Red Hulk et de Hulk.

### Jeux vidéo
- 2005 : The Incredible Hulk: Ultimate Destruction
- 2007 : HeroScape Marvel : Le conflit commence
- 2013 : Lego Marvel Super Heroes
- 2015 : Lego Marvel's Avengers
- 2022 : Marvel Snap